# Index Librorum Prohibitorum

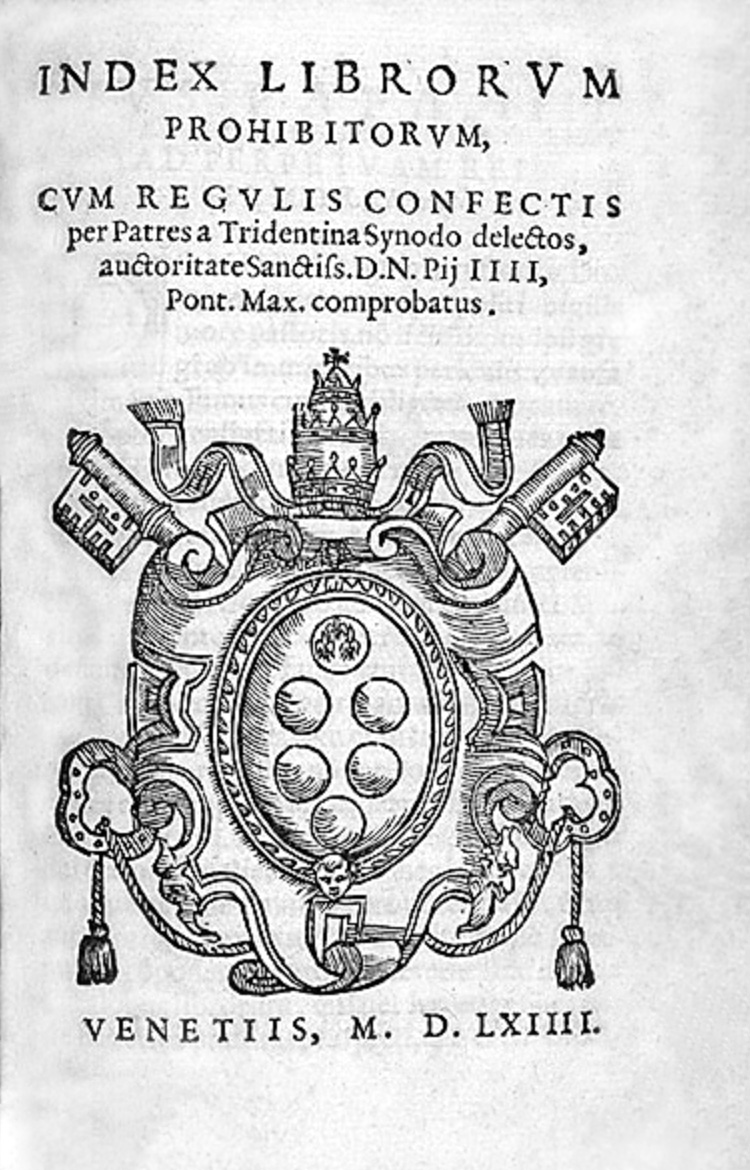
Livro contendo a lista do Index Librorum Prohibitorum (Veneza, 1564)

O Index Librorum Prohibitorum, em tradução livre o Índice dos Livros Proibidos era uma lista de publicações consideradas heréticas, anticlericais ou lascivas e proibidas pela Igreja Católica. A primeira versão do Index foi promulgada pelo Papa Paulo IV em 1559 e uma versão revista dessa foi autorizada pelo Concílio de Trento. A última edição do índice foi publicada em 1948 e o Index só foi abolido pela Igreja Católica em 1966 pelo Papa Paulo VI. Nessa lista estavam livros que iam contra os dogmas da Igreja e que continham conteúdo tido como impróprio.

## História
O objetivo do Index Librorum Prohibitorum inicialmente era reagir contra o avanço do protestantismo, sendo criado em 1559 no Concílio de Trento (1545-1563), e ficando sob a administração da Inquisição ou Santo Ofício. Esta lista continha os títulos de livros ou de obras que se opusessem à doutrina da Igreja Católica e deste modo tinha o objetivo de prevenir a corrupção dos fiéis.
O Direito Canônico recomenda ainda que os trabalhos sobre a Sagrada Escritura, Teologia, Direito Canônico, História da Igreja e quaisquer escritos que dizem respeito especialmente à religião ou aos bons costumes sejam submetidos ao juízo do Ordinário local. Se essa pessoa dava o nihil obstat ("nada impede") os subalternos do Ordinário local forneciam o imprimatur ("deixe estar impresso").
O índice foi atualizado regularmente até a trigésima-segunda edição, em 1948, tendo os livros sido escolhidos pelo Santo Ofício ou pelo Papa. A lista não era simplesmente reativa, os autores eram encorajados a defender os seus trabalhos. Em certos casos eles podiam republicar com omissões se pretendessem evitar a interdição. A censura prévia era encorajada.

A trigésima-segunda edição, publicada em 1948, continha 4000 títulos censurados por várias razões: heresia, deficiência moral, sexualidade explícita, incorreção política, etc. A escassez dos meios de comunicação da época dificultava e até impossibilitava que a Igreja pudesse defender-se em tempo útil. Assim como a Igreja Católica, membros de outras religiões também exerceram tal censura, tal como o protestantismo na sua fase inicial.

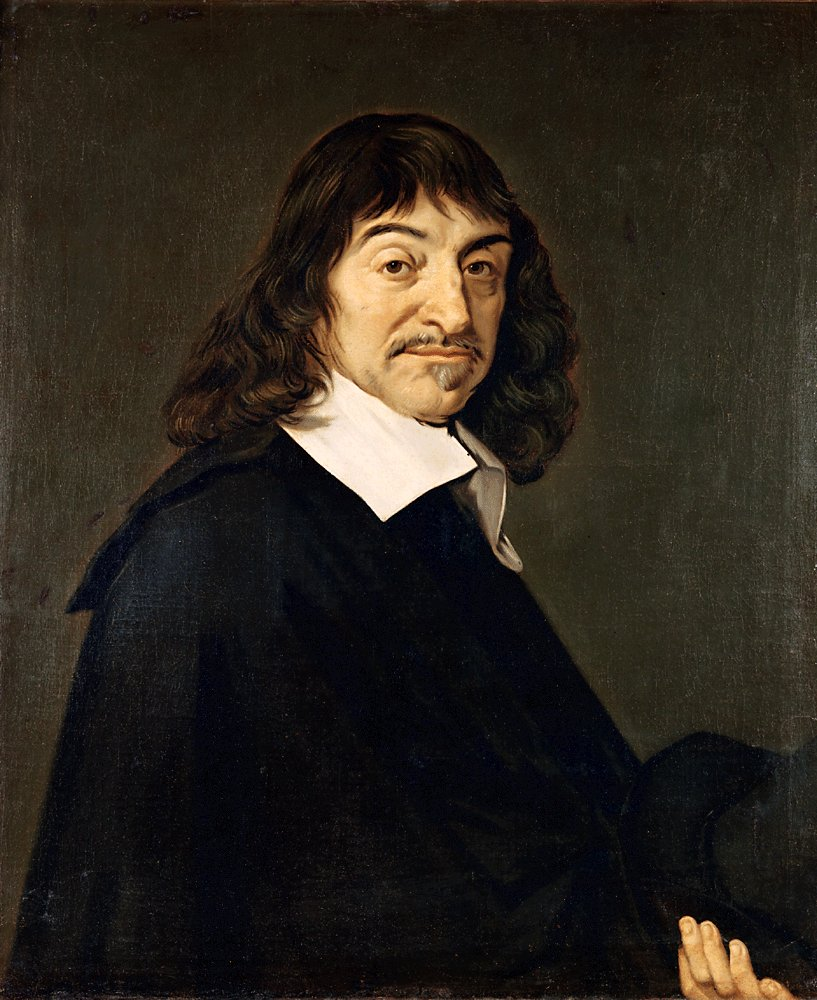
René Descartes foi um dos mais notáveis a ir para o Index

Em determinados momentos da história, obras de cientistas, filósofos, enciclopedistas ou pensadores como Galileu Galilei, Nicolau Copérnico, Giordano Bruno, Nicolau Maquiavel, Erasmo de Roterdão, Baruch de Espinosa, John Locke, Berkeley, Denis Diderot, Blaise Pascal, Thomas Hobbes, René Descartes, Rousseau, Montesquieu, David Hume ou Immanuel Kant fizeram parte  da lista do Index, tendo algumas dessas obras sido removidas mais tarde.
Alguns famosos romancistas ou poetas incluídos na lista são: Laurence Sterne, Heinrich Heine, John Milton, Alexandre Dumas (pai e filho), Voltaire, Jonathan Swift, Daniel Defoe, Vitor Hugo, Emile Zola, Stendhal, Gustave Flaubert, Anatole France, Honoré de Balzac, Jean-Paul Sartre, Níkos Kazantzákis, e o sexologista holandês Theodoor Hendrik van de Velde, autor do manual sexual "Ideal Marriage: Its Physiology and Technique".
O Index teve um grande efeito por todo o mundo católico. Por muitos anos, em áreas tão diversas como Quebec, Portugal, Brasil ou Polônia, era muito difícil de encontrar cópias de livros banidos, especialmente fora das grandes cidades.
O índice foi abolido em 1966 pelo Papa Paulo VI, o que foi anunciado formalmente em 15 de junho de 1966 no jornal do Vaticano, L'Osservatore Romano, através de um documento chamado de "Notificação", escrito no dia anterior. O professor de História da Religião e Filosofia da Universidade Estadual de Campinas André Barroso explica que, apesar da abolição do Index, a Igreja Católica sempre considera algumas publicações perigosas. Para elas, o clero emite um "admonitum", ou advertência sobre os riscos da obra. Isto aconteceu, por exemplo, com O Código Da Vinci, romance de Dan Brown que cria uma fantasiosa imagem do Opus Dei, lançado em 2003 , e com os livros do personagem Harry Potter, de J. K. Rowling, acusados de promover a bruxaria entre as crianças.
Com efeito, são habitualmente difundidas doutrinas divergentes do caráter teológico, filosófico, social, etc., que, apesar de estarem em evidente oposição com a doutrina da Igreja, encontram eco mesmo em setores católicos. Para fomentar a prudência nas leituras, o Magistério eclesiástico continua a dar importância a esse tema. Nesse sentido, o Código de Direito Canônico, no cânon 823, § 1.º, estabelece que os bispos devem zelar pelos fiéis no que concerne às leituras.
Uma forma recente de preservar a pureza da fé católica tem sido a criação de grupos colaborativos para avaliar livros e filmes.